# Richard Spruce
Richard Spruce (Ganthorpe, 10 settembre 1817 – Coneysthorpe, 28 dicembre 1893) è stato un botanico ed esploratore britannico.
Fu uno dei gradi esploratori botanici vittoriani e passò 15 anni ad esplorare il Rio delle Amazzoni dalle Ande alla sua foce, diventando uno dei primi europei a visitare molti dei luoghi in cui raccolse campioni.
Piante ed oggetti raccolti da Spruce (soprattutto in Brasile) tra il 1849 ed il 1864 formano un'importante risorsa botanica, storica ed etnologica, e sono stati catalogati dal orto botanico reale di Kew, Londra, presso il Trinity College (Dublino) e presso l'università di Manchester.
Spruce coltivò chinino dalla corteccia amara, rendendo la droga ampiamente disponibile per la prima volta. La corteccia era stata da sempre usata dai nativi sudamericani come cura per la malaria.

## Gioventù
Figlio di un professore, Spruce nacque nei pressi di Ganthorpe, un piccolo villaggio vicino a Castle Howard nello Yorkshire. Visse alcuni anni a Welburn, a sud, prima di trasferirsi in America Meridionale. Dopo il suo ritorno passò gli ultimi 17 anni della sua vita nella vicina Coneysthorpe.
Da ragazzo Spruce "mostrò grande inclinazione per l'apprendimento, ed in giovane età aveva già sviluppato un grande amore per la natura. Tra i suoi passatempi preferiti c'erano la creazione di liste di piante e l'astronomia". Nel 1834, all'età di 16 anni, aveva redatto un elenco di tutte le piante che aveva trovato nei pressi di Ganthorpe. Ordinato alfabeticamente e composto da 403 specie, l'elenco deve avergli richiesto anni di lavoro.
Tre anni dopo scrisse "List of the Flora of the Malton District" con 485 specie di angiosperme. Molte delle località in cui Spruce trovò le piante più rare sono elencate in Flora of Yorkshire di Henry Baines (botanico), pubblicato nel 1840.

## Carriera
Questo precoce amore per la botanica lo portò ad intraprendere un viaggio di raccolta sui Pirenei nel 1845-1846. Nel 1849 accompagnò Alfred Russel Wallace e Henry Walter Bates nel bacino dell'Amazzonia, raccogliendo oltre 30 000 campioni di piante spingendosi fin sulle Ande nei successivi 14 anni. Dopo essere tornato in Inghilterra scrisse The Hepaticae of the Amazon and the Andes of Peru and Ecuador.
I suoi appunti su muschi e epatiche di Teesdale, risultato di un'escursione di tre settimane, ne mostrarono le abilità nel ritrovamento e nell'identificazione delle specie rare. In Flora of Yorkshire di Baines solo quattro muschi provenivano da Teesdale. Spruce li portò a 167 muschi e 41 epatiche, di cui 6 muschi ed un jungermanniales erano sconosciuti in Gran Bretagna.
Nell'aprile 1845 pubblicò sul London Journal of Botany la descrizione di 23 nuovi muschi britannici, circa la metà dei quali erano stati scoperti da lui. Quell'anno pubblicò anche "List of the Musci and Hepaticae of Yorkshire" su The Phytologist. La lista comprendeva 48 muschi nuovi alla flora inglese e 33 nuovi allo Yorkshire.
Nel 1852 descrisse il Banisteriopsis caapi e ne osservò l'uso tra i Tucano del Brasile. La pianta è l'ingrediente principale dell'ayahuasca.
Nel 1860 Spruce pubblicò la sua 25° opera, "On the Mountains of Llanganati in the Eastern Cordillera of the Quitonian Andes", che si dimostrò essere un'importante risorsa per gli esploratori delle Ande ecuadoregne. Per tutto il XX secolo un numero enorme di avventurieri ed esploratori, compreso il colonnello Edwards Cranston Brooks ed il comandante George Miller Dyott, usarono gli studi di Spruce alla ricerca del tesoro degli Llanganatis.
Nel 1864 Spruce ricevette un dottorato dalla Academiae Germanicae Naturae Curiosum, e nel 1866 fu eletto fellow della Royal Geographical Society.